# Magic Slim
```
BIOGRAPHIE
```

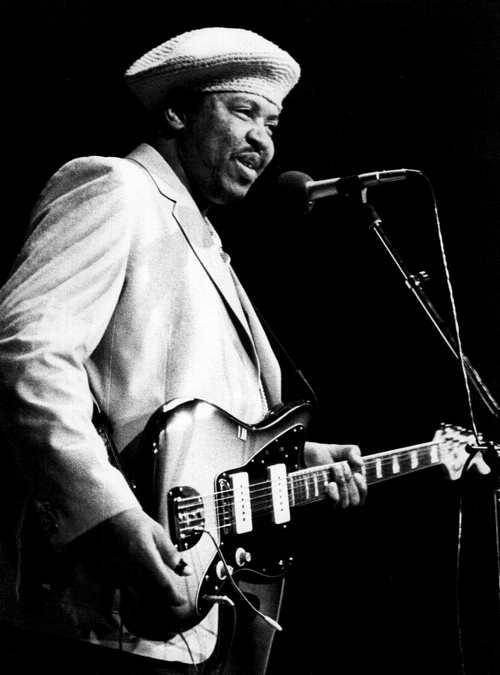
Magic Slim en France en 1980

MAGIC SLIM ( vrai nom Morris Holt) est né à Tarrence, Ms, le 7 août 1937. Solide pilier du West Side de Chicago, Magic Slim a conservé un parfum campagnard du Mississippi dans son blues. Cela le rend plus proche des bluesmen de l'après-guerre que des guitaristes cinglants du West Side Sound. En fait, ce géant débonnaire et réservé ne s'est vraiment installé à Chicago qu'en 1965. Il joue avec son ami d'enfance Magic Sam qui le baptise Magic Slim! Puis, il participe aux orchestres de l'harmoniciste Slim Willis avant de fonder son propre groupe, The Teardrops. Cet ensemble devient l'orchestre maison du club Florence's, véritable juke-box vivant qui interprète tous les succès de la musique noire à la demande mais personnalisés à l'extrême. Sur une rythmique lourde mais souple, avec des basses ambulantes très funky, Magic Slim chante d'une voix puissante et légèrement voilée, merveilleux dans les blues lents. Son jeu de guitare, malgré ses limites, est très expressif, souple et délié et utilise avec efficacité un effet de vibrato insistant. Slim grave un 45t Love me baby mais doit attendre 1975 et la venue à Chicago de la française Marcelle Morgantini pour enregistrer son premier album live, Born on a bad sign (Storyville). Cet excellent début attire l'attention sur Magic Slim qui tourne en Europe, participe brillamment à l'anthologie Living Chicago blues (Alligator), s'impose dans le circuit des campus universitaires américains. Magic Slim et ses Teardrops ont aussi été les habitués des grands festivals et tournées européens délivrant devant des fans  acquis à sa musique le même brin de blues "low down" et authentique qui lui a assuré une grande réputation internationale. Il a enregistré de très nombreux albums qui sont souvent de très bonne qualité bien que très similaires dans le style et même le répertoire.
Magic Slim est décéd" le 21 février 2013 à Philadelphie.

## Discographie
- 1977 : Born On a Bad Sign[1] (MCM Blues Records réédition  par Storyville)
- 1978 : Highway is My Home (Black & Blue, réédition par Evidence Records)
- 1978 : Let Me Love You (MCM Blues Records)
- 1978 : Living Chicago Blues, Vol. 2 (Alligator)
- 1980 : Live 'n Blue (Candy Apple Records)
- 1980 : In the Heart of the Blues (Isabel Records)
- 1980 : Doing Fine (Isabel Records)
- 1982 : Raw Magic (Alligator Records)
- 1982 : Essential Boogie (Rooster blues)
- 1982 : Grand Slam (Rooster blues Records)
- 1983 : TV Dinner Blues (Blue Dog Records)
- 1984 : Blues from the Zoo Bar (Blue Dog Record)
- 1986 : Chicago Blues Session Volume 3 (Wolf Records)
- 1987 : Live at B.L.U.E.S. (Blues R&B Records)
- 1989 : Live ! (Plymouth House Inc)
- 1990 : Gravel Road (Blind Pig Records)
- 1992 : 44 Blues (Wolf Records) avec John Primer et Bonnie Lee
- 1992 : Blues Behind Closed Doors  (Wolf Records) avec John Primer et Billy Branch
- 1993 : Magic Slim & The Teardrops (Wolf Records)
- 1994 : Chicago Blues Session, Vol. 10 (Wolf Records)
- 1994 : Zoo Bar Collection, Vol. 1: Don't Tell Me About Your Troubles (Wolf Records)
- 1995 : Zoo Bar Collection, Vol. 2: See What You're Doin' to Me (Wolf Records)
- 1995 : Zoo Bar Collection, Vol. 3: Teardrop (Wolf Records)
- 1995 : Alone & Unplugged (Wolf Records)
- 1996 : Scufflin'  (Blind Pig Records, réédition par Tone Zone Studios)
- 1998 : Zoo Bar Collection, Vol. 4: Spider in My Stew (Wolf Records)
- 1998 : Zoo Bar Collection, Vol. 5: Highway is my Home (Wolf Records)
- 1998 : Black Tornado (Blind Pig Records)
- 2000 : Snakebite (Blind Pig Records)
- 2000 : Chicago Blues Session, Vol. 18: Live on the Road (réédition, Wolf Records)
- 2002 : Blue Magic (Blind Pig Records)
- 2005 : Anything Can Happen (Blind Pig Records) (album live)
- 2006 : Tin Pan Alley (Wolf Records) (compilation)
- 2006 : That Ain't Right (Delmark) Magic Slim & the Teardrops / Joe Carter avec Sunnyland Slim - originally recorded in 1977
- 2007 : The Essential Magic Slim compilation (Blind Pig Records)
- 2008 : Midnight Blues (Blind Pig Records) - produit par Nick Moss avec en invités : James Cotton, Elvin Bishop, Lil' Ed Williams, Lonnie Brooks et Otis Clay
- 2009 : Rough Dried Woman (Wolf Records) (compilation 1986-1992)
- 2010 : Raising The Bar (Blind Pig Records)
- 2012 : Bad Boy (Blind Pig Records)
- 2013 : The Blues of the Magic Man (Wolf Records)
- 2014 : Pure Magic (Wolf Records)
- 2015 : Live on the Road (Wolf Records)